# Lutricia McNeal
Lutricia McNeal (ur. 27 listopada 1973 w Oklahoma City) – amerykańska wokalistka R&B, pop. Popularność zyskała w latach dziewięćdziesiątych, dzięki przebojom Someone Loves You Honey, Perfect Love, coverem utworu You showed me, Ain’t that just the way czy Stranded.

## Życiorys
Urodziła się w Oklahoma City, w USA. Dorastała w licznej rodzinie – wśród czterech braci i czterech sióstr.
Na początku lat 90. odkryła Europę, a przede wszystkim Szwecję. Tam właśnie rozpoczęła współpracę z grupą producencką Rob’n’Raz. Uczestniczyła w ich projekcie Rob’n’Raz DLC – gdzie była wokalistką. Wspólnie z nimi nagrała dwa albumy, które zawierały takie przeboje jak Clubhopping, Bite the Beat i In Command. W Sztokholmie artystka poznała także swojego męża i powraca do Szwecji by nagrywać muzykę.
Na przełomie roku 1996/97 wokalistka przygotowała swoją pierwszą solową płytę 'My Side Of Town’. Pierwszy singiel z tego albumu Ain’t That Just The Way – cover piosenki z lat 70. – osiągnął pierwsze miejsce szwedzkiej listy przebojów, a niebawem stał się przebojem w całej Europie (drugie miejsce w Austrii, piąte w Niemczech, piętnaste w Finlandii) i Azji. Znalazł się nawet na szczycie listy US Billboard Dance Charts. Wkrótce McNeal otrzymała nagrodę dla Najlepszej Nowej Artystki Muzyki Dance w Szwecji. Drugim singlem wokalistki był My Side Of Town (znalazł się m.in. na 1. miejscu listy najlepszych singli w Nowej Zelandii, w Szwecji tylko na 30. pozycji). Kolejne utwory Stranded, Someone Loves You Honey i The Greatest Love You’ll Never Know znalazły się w pierwszej dwudziestce UK Singles Chart, z czego największym osiągnięciem jest wynik Stranded. Utwór uplasował się na 3. miejscu listy.
Następny album artystki ‘Whatcha Been Doing’ ukazał się w maju 2000 roku i znalazł ponad 1,5 miliona nabywców na całym świecie. Artystka zrezygnowała chwilowo z biznesu muzycznego by poświęcić macierzyństwu. Polska premiera kolejnej płyty ‘Metroplex’ odbyła się 17 lutego 2003 roku. Materiał był nagrywany jesienią 2001 roku w studiach w Los Angeles, Londynie i Sztokholmie. Półtora roku później, w październiku 2004, wokalistka zaprezentowała kolejny longplay ‘Soulsister Ambassador’. Jak to określiła sama, jest to najbardziej osobista płyta w całej jej karierze. Niestety sprzedała się najgorzej, a single z tego wydawnictwa bardzo kiepsko radziły sobie na listach przebojów. Promujący album utwór Promise Me znalazł się zaledwie na 86. miejscu listy przebojów w Niemczech. Najmniejszy sukces z dotychczasowych dokonań artystki osiągnęły single Hold That Moment oraz przebojowy i taneczny Same, Same, Same. Oba utwory zapowiadały najnowszy album artystki Great Memories.
Piosenkarka jest matką dwójki synów: Deana (urodzonego w 1990 roku) oraz 10 lat młodszego Dallasa. W październiku 2004 roku pozowała dla niemieckiej edycji magazynu Playboy. Otwarcie krytykowała politykę George’a W. Busha. Jej ojciec jest pastorem.
W 2020 roku wydała odnowioną wersję utworu „Ain't That Just The Way” pod tym samym tytułem. Singiel stał się przebojem na terenie Polski zajmując 70. pozycję na liście AirPlay – Top.

## Dyskografia

### Albumy
- 1997: My Side Of Town / Lutricia McNeal
- 1998: My Side Of Town (US version)
- 1999: Whatcha Been Doing
- 2002: Metroplex
- 2004: Soulsister Ambassador
- 2005: Rise (Japońska edycja „Soulsister Ambassador”)
- 2008: Great Memories

### Single
- 1997: Ain’t That Just The Way
- 1997: My Side Of Town
- 1997: Washington
- 1998: Stranded
- 1998: Someone Loves You Honey
- 1998: The Greatest Love You’ll Never Know/When A Child Is Born
- 1999: 365 Days
- 2000: Fly Away
- 2000: Sodapop
- 2002: Perfect Love
- 2002: You Showed Me
- 2003: Wrong Or Right
- 2004: Promise Me
- 2005: Rise
- 2005: It’s Not Easy
- 2006: Best Of Times
- 2007: Hold That Moment
- 2008: Same Same Same
- 2011: You Make Me Feel Good
- 2020:: Ain’t That Just The Way (oraz Charming Horses)